# Wolobujewo (Kamyschi)
Wolobujewo (russisch Волобуево) ist ein Dorf (derewnja) in der Oblast Kursk in Russland. Es gehört zum Rajon Kursk und zur Landgemeinde (selskoje posselenije) Kamyschinski selsowjet.

## Geographie
Der Ort liegt gut 10 km Luftlinie nordöstlich des Oblastverwaltungszentrums Kursk im südwestlichen Teil der Mittelrussischen Platte, 7 km vom Sitz des Dorfsowjet – Kamyschi, 107 km vor Grenze zwischen Russland und der Ukraine, am Fluss Tuskar (rechter Nebenfluss des Seim).

### Klima
Das Klima im Ort ist wie im Rest des Rajons kalt und gemäßigt. Es gibt während des Jahres eine erhebliche Niederschlagsmenge. Dfb lautet die Klassifikation des Klimas nach Köppen und Geiger.

## Bevölkerungsentwicklung
| Jahr | Einwohner |
| ---- | --------- |
| 2002 | 179       |
| 2010 | ▼152      |

Anmerkung: Volkszählungsdaten

## Verkehr
Wolobujewo liegt 12 km vor Fernstraße föderaler Bedeutung M2 „Krim“ (ein Teil der Europastraße E105), 2 km vor Straße regionaler Bedeutung 38K-018 (Kursk – Ponyri), an der Straße interkommunaler Bedeutung 38N-391 (38K-018 – Wolobujewo – Kurkino) und 1,5 km von der nächsten Eisenbahnhaltestelle 521 km (Eisenbahnstrecke Orjol – Kursk) entfernt.
Der Ort liegt 138 km vom internationalen Flughafen von Belgorod entfernt.